# 海伦娜·弗罗姆
海伦娜·弗罗姆（德語：Helena Fromm，1987年8月5日—），德国女子跆拳道运动员。她曾代表德国参加2008年和2012年夏季奥林匹克运动会跆拳道比赛，其中2012年奥运会获得一枚铜牌。